# Santa-Reparata-di-Moriani
Santa-Reparata-di-Moriani település Franciaországban, Haute-Corse megyében. Lakosainak száma 56 fő (2022. január 1.). Santa-Reparata-di-Moriani Cervione, Felce, Parata, Sant’Andréa-di-Cotone, San-Giovanni-di-Moriani, Santa-Maria-Poggio, Valle-d’Alesani és Valle-di-Campoloro községekkel határos.

## Népesség
A település népessége az elmúlt években az alábbi módon változott:
| Lakosok száma | 130  | 51   | 37   | 48   | 47   | 51   | 54   | 60   | 59   | 56   |
|               | 1968 | 1982 | 1990 | 2006 | 2013 | 2015 | 2017 | 2019 | 2020 | 2022 |